# Icey
Icey – utwór polskiego rapera Żabsona oraz rapera Young Igiego, wydany w styczniu 2022 roku, pochodzący z albumu Amfisbena.
Nagranie uzyskało status podwójnej platynowej płyty (2024). Utwór zdobył ponad 10 milionów wyświetleń w serwisie YouTube (2023) oraz ponad 20 milionów odsłuchań w serwisie Spotify (2023).
Producentem utworu jest Borucci.

## Twórcy
- Żabson, Young Igi – słowa[1][2]
- Borucci – producent[1]